# U-Multirank
U-Multirank to niezależny ranking opracowany w ramach programu Komisji Europejskiej Erasmus + przez konsorcjum pod kierownictwem Center for Higher Education (CHE) w Niemczech, Center for Higher Education Policy Studies (CHEPS) Uniwersytetu Twente oraz Centre for Science and Technology Studies (CWTS) Uniwersytetu Leiden w Holandii. Jest to globalny ranking wielokryterialny, który daje wielowymiarowy obraz funkcjonowania uczelni poprzez ich ocenę w pięciu różnych obszarach.
Kategorie oceny uczelni: kształcenie i uczenie się, badania, orientacja międzynarodowa, zaangażowanie regionalne i transfer wiedzy.
U-Multirank wykorzystuje do oceny tych kategorii ok. 40 różnych wskaźników, za pomocą których uczelnie są oceniane i porównywane w różnych obszarach i dziedzinach działalności, w oparciu o 5-stopniową skalę: 1/A – ocena bardzo dobra; 2/B – ocena dobra; 3/C – ocena średnia; 4/D – ocena poniżej średniej; 5/E – ocena niska. W ten sposób U-Multirank daje pełny obraz silnych i mocnych stron każdej ujętej w rankingu uczelni oraz umożliwia użytkownikom (studentom, partnerom biznesowym, instytucjom) porównywanie uczelni według indywidualnego zapotrzebowania. U-Multirank posiada bardzo rozbudowaną platformę internetową.
W 2022 roku U-Multirank objął ponad 2200 uczelni (w tym małe specjalistyczne uczelnie, artystyczne i muzyczne, techniczne, rolnicze, uczelnie nauk stosowanych oraz uczelnie kompleksowe badawcze) z 96 krajów na całym świecie, w tym 42 uczelni w Polsce. Wyniki w polskim zestawieniu przedstawiają się następująco:
- Wyższa Szkoła Informatyki i Zarządzania w Rzeszowie oraz Warszawski Uniwersytet Medyczny – 11 najwyższych ocen („A”),
- Szkoła Główna Handlowa w Warszawie – 10 najwyższych ocen („A”),
- Uniwersytet Jagielloński w Krakowie – 9 najwyższych ocen („A”),
- Akademia WSB w Dąbrowie Górniczej – 9 najwyższych ocen („A”).